# 인천연수경찰서
인천연수경찰서(仁川延壽警察署, Incheon Yeonsu Police Station)는 인천광역시경찰청이 관할하는 경찰서 중 하나이다. 인천광역시 연수구 일대를 관할한다. 인천광역시 연수구 원인재로 138 (연수동)에 위치하고 있다.
서장은 총경으로 보한다.

## 기본 정보
- 주소: 인천광역시 연수구 원인재로 138 (연수동)
- 우편번호: 21931

## 관할 파출소 및 지구대
인천연수경찰서는 4개 지구대와 1개 파출소를 산하에 두고 있다.
| 명칭                | 사진 | 주소                         | 관할구역                           | 치안센터      |
| ------------------- | ---- | ---------------------------- | ---------------------------------- | ------------- |
| 연수지구대          |      | 함박뫼로 11-8 (청학동)       | 연수1·2동, 청학동                  | 연수1치안센터 |
| 동춘지구대          |      | 먼우금로45번길 5 (동춘동)    | 동춘1·2·3동                        |               |
| 송도국제도시지구대  |      | 해돋이로 96 (송도동)         | 송도2동, 송도LNG기지, 송도1동 일부 |               |
| 송도국제도시2지구대 |      | 송도과학로51번길 70 (송도동) | 송도3동, 송도1동 일부              |               |
| 선학파출소          |      | 선학로 58 (선학동)           | 연수3동, 선학동                    |               |
| 옥련지구대          |      | 비류대로 215 (옥련동)        | 옥련1·2동                          |               |

## 사진

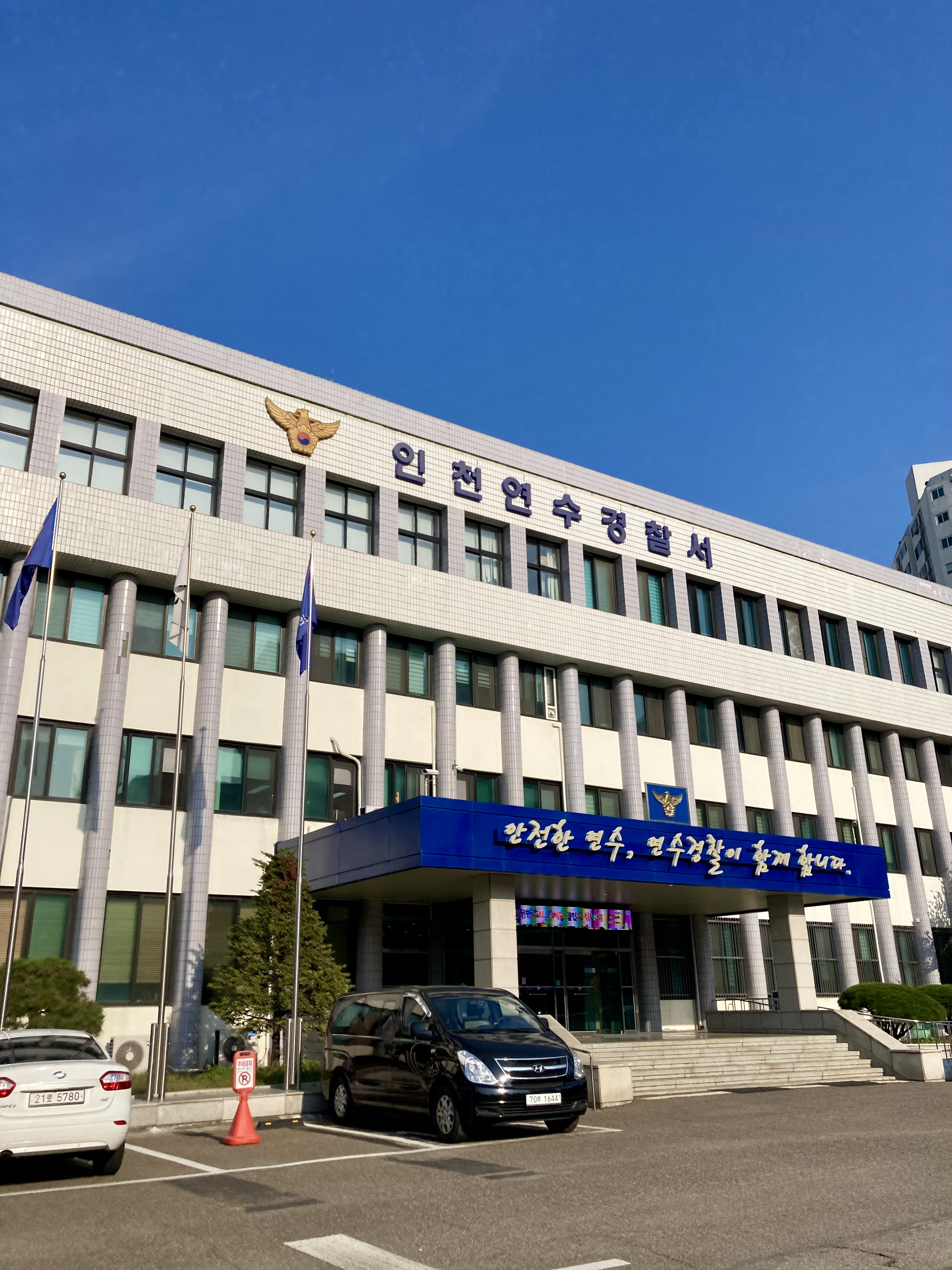
연수경찰서 본관
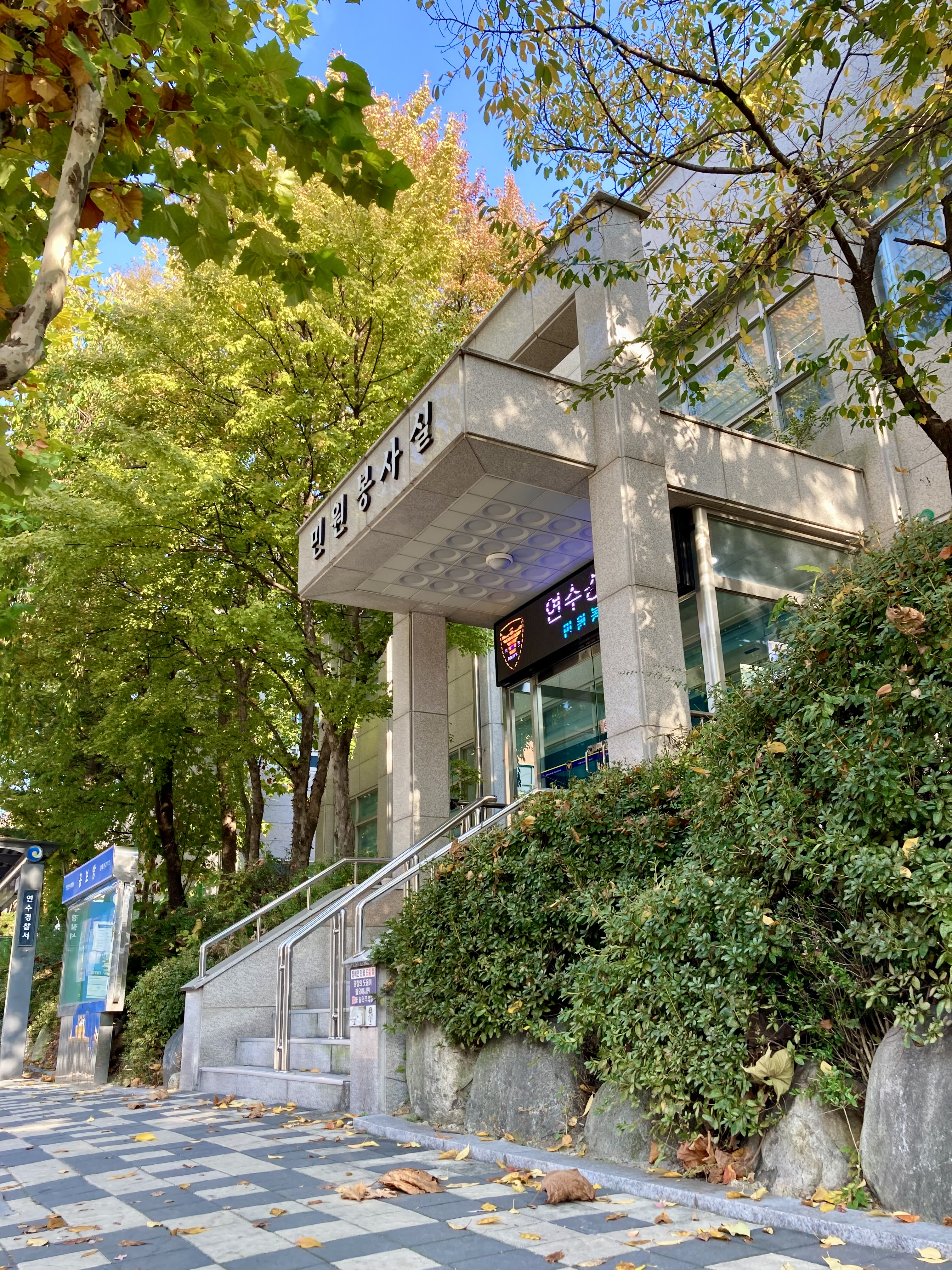
종합민원실
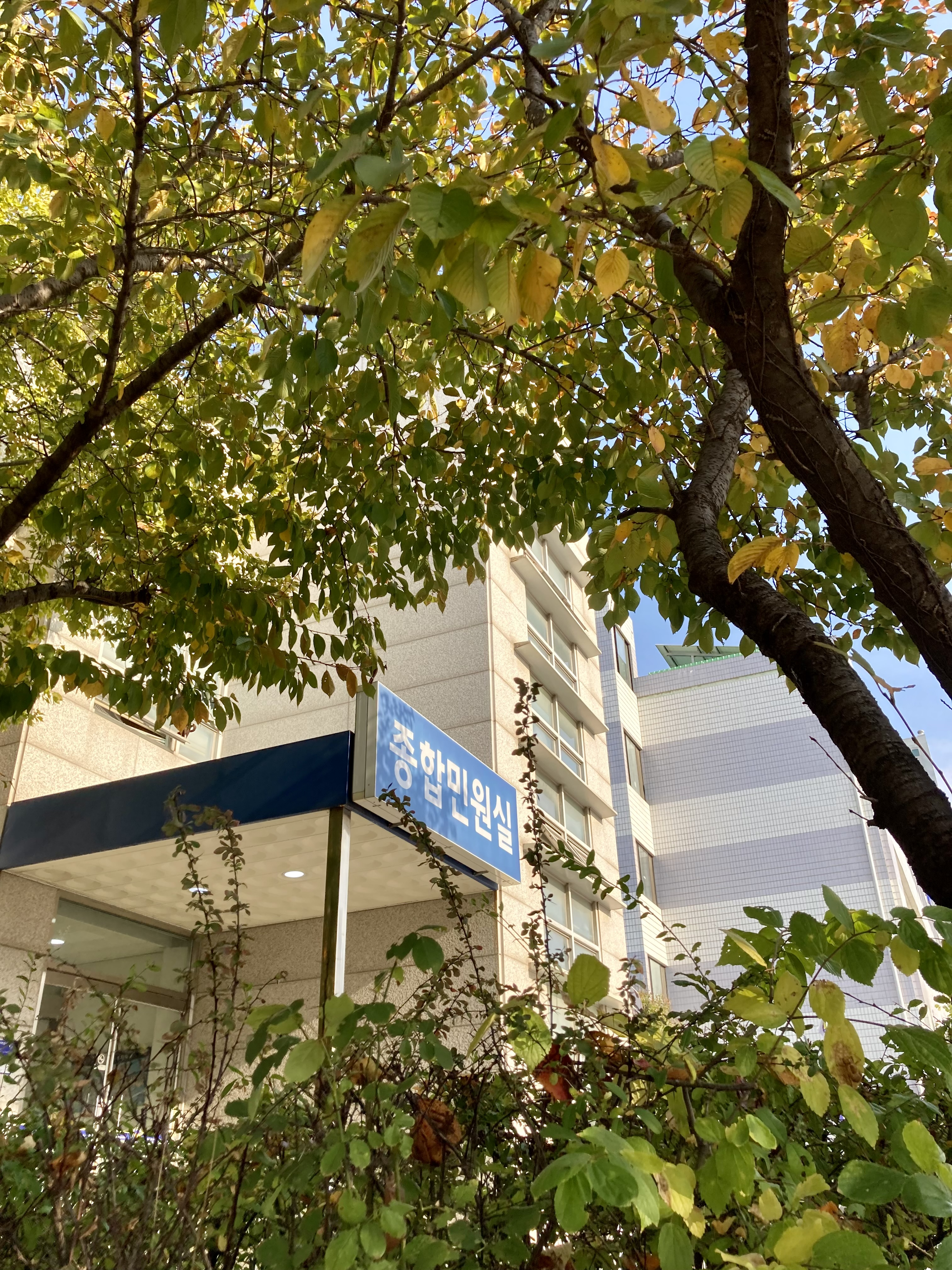
종합민원실의 가을
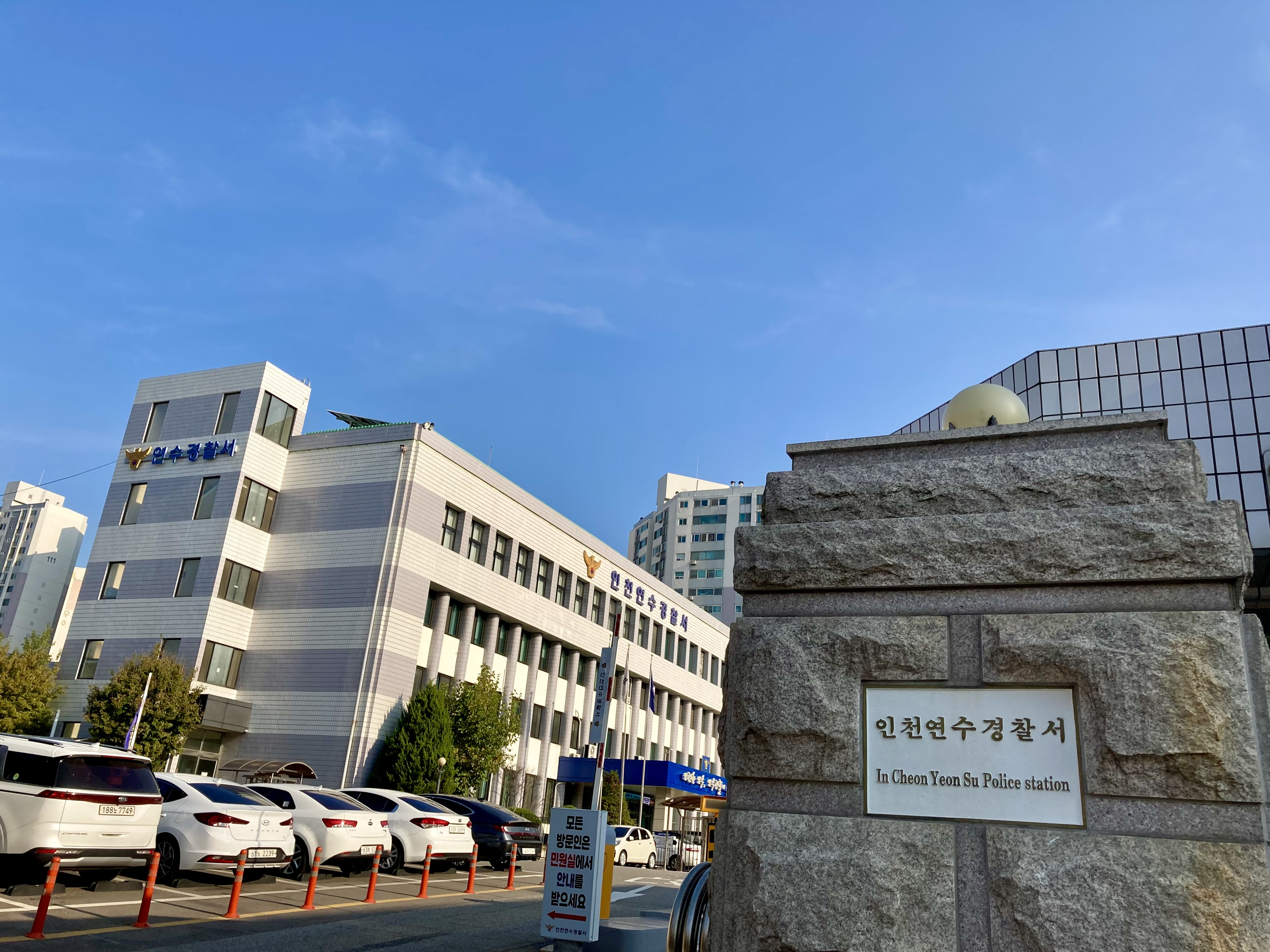
정문
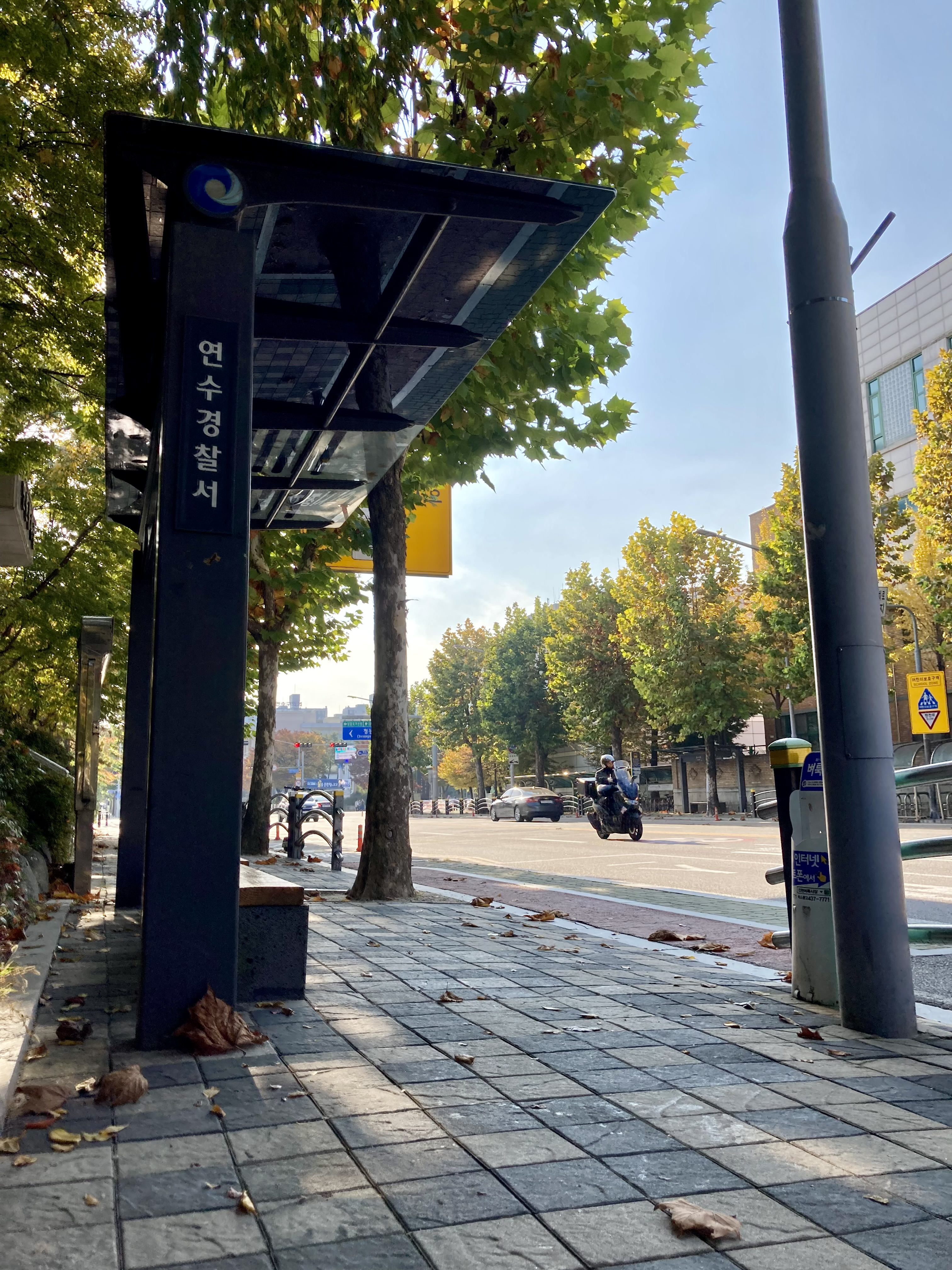
버스정류장
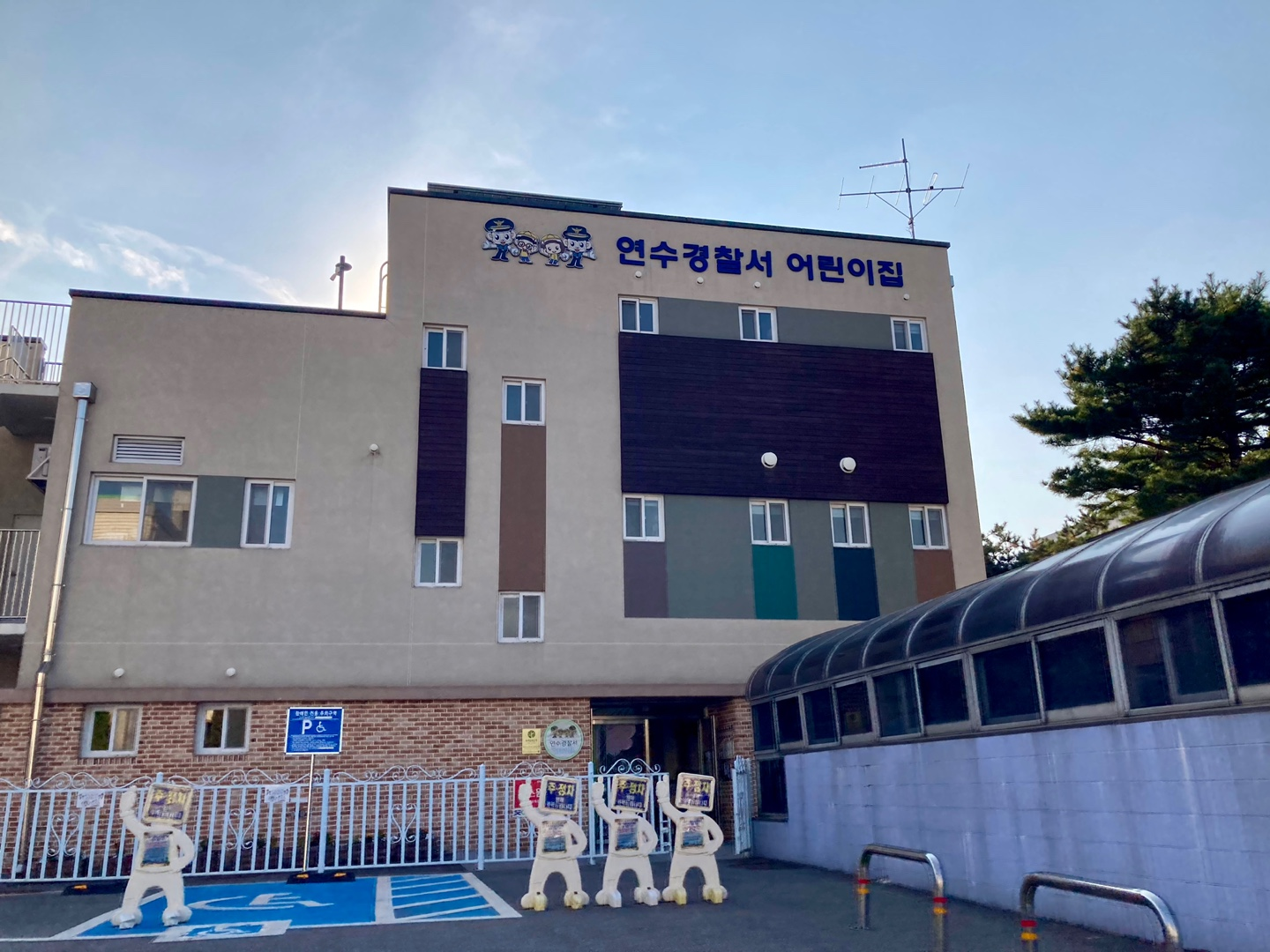
어린이집
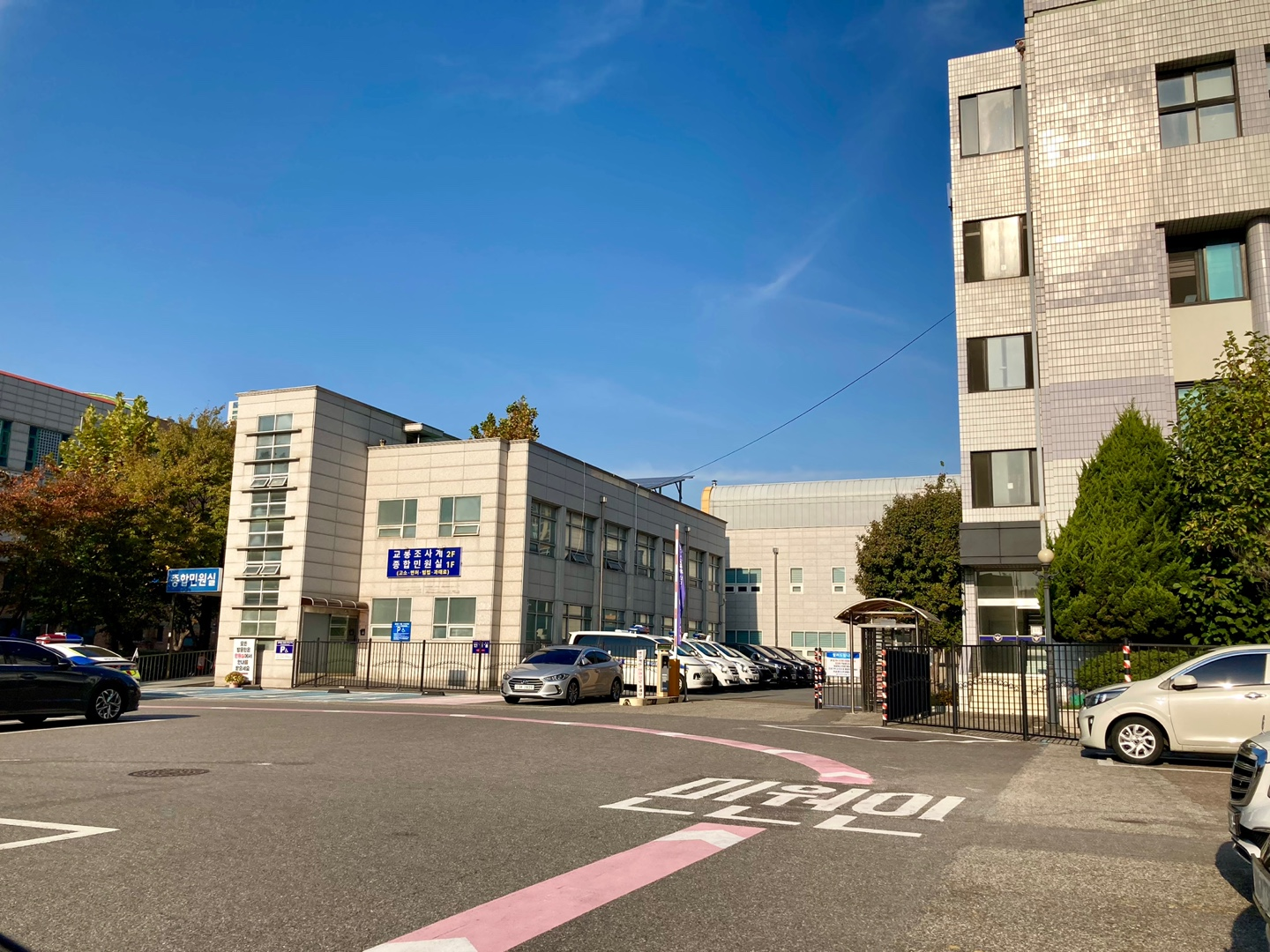
종합민원실 전경
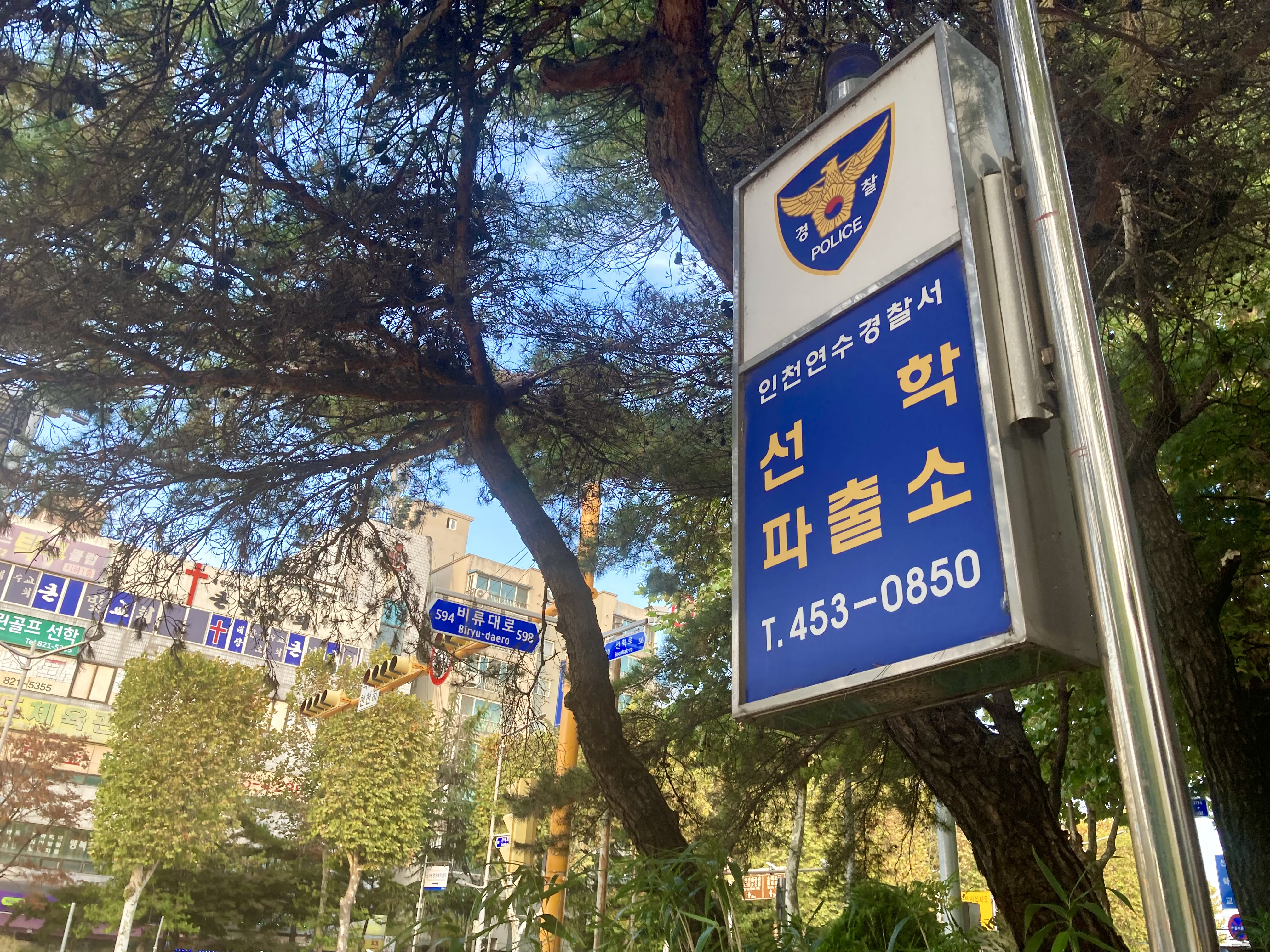
선학파출소 간판
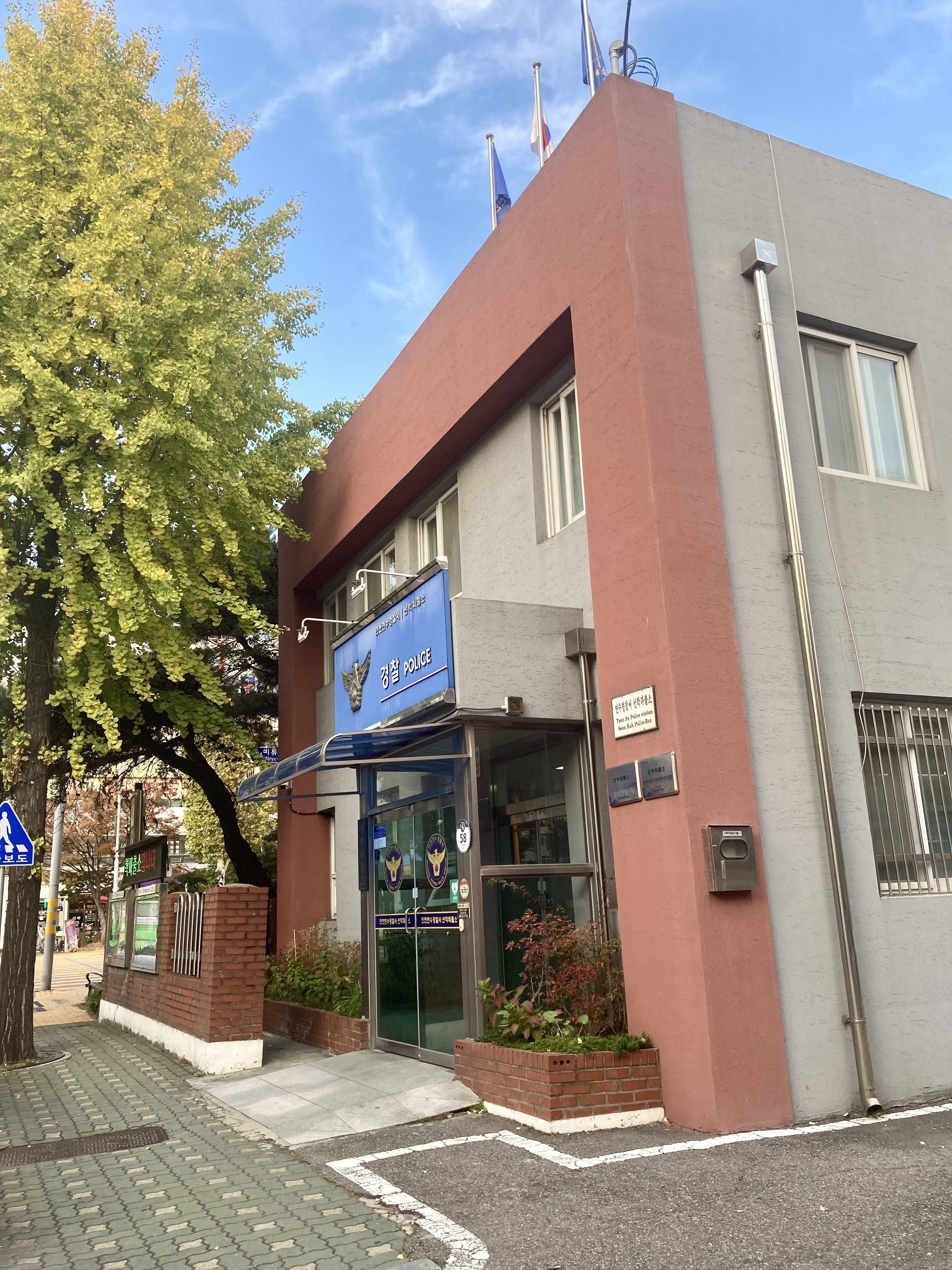
선학파출소
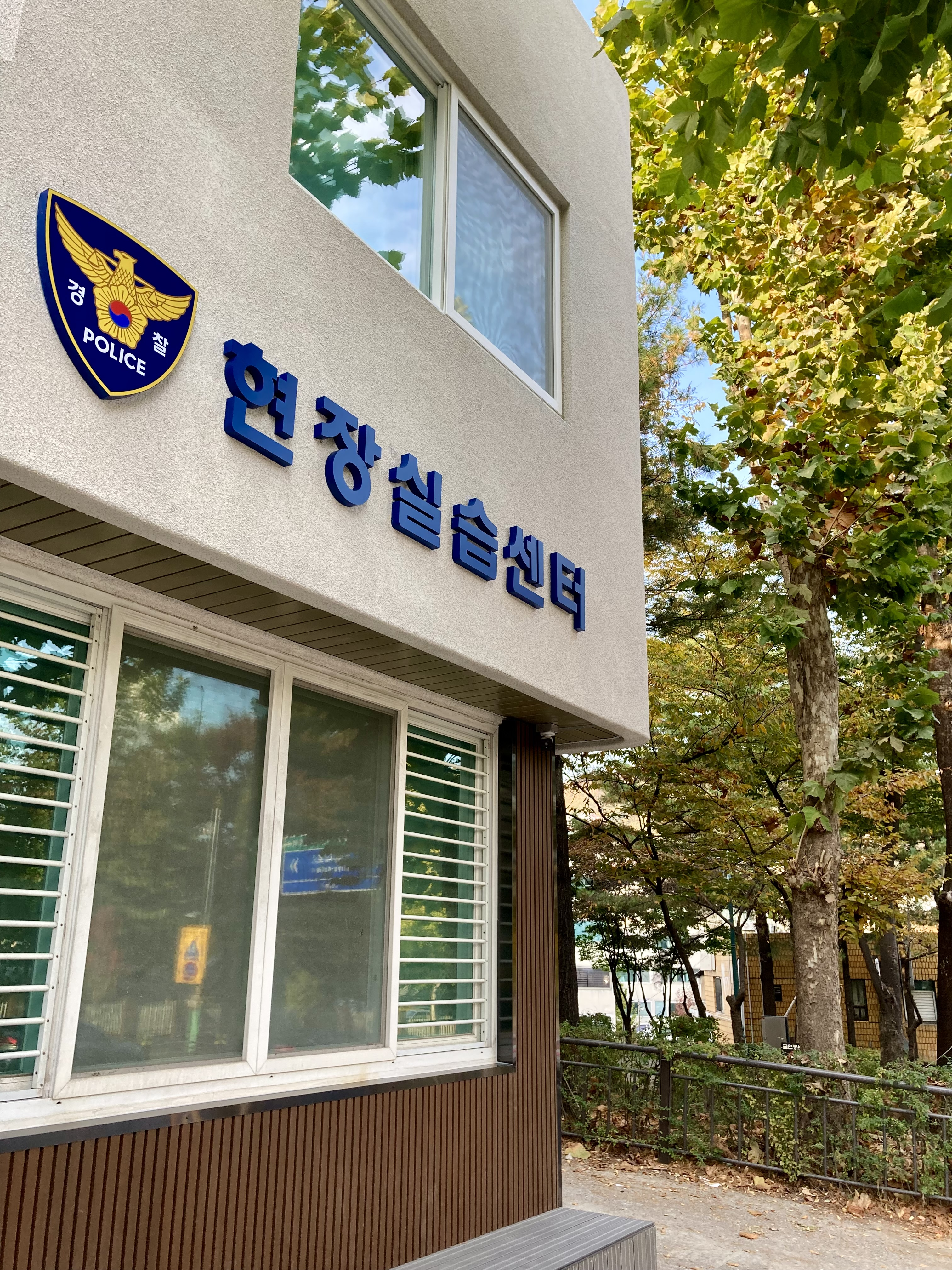
연수1동 치안센터 현장실습센터

## 같이 보기
- 인천광역시경찰청